# وهابية إباضية
الوهبيّة مصطلح أطلق على فرقة إباضية قامت في الشمال الإفريقي في أواخر القرن الثاني الهجري ناصرت سياسياً إمامة عبد الوهاب بن عبد الرحمن بن رستم (832 - 784) (ذو الأصول الفارسية) ضد فرقة مستاوة المواليين ليزيد بن فندين الذي نازعة الحكم وعرفوا باسم النكّارية لإنكارهم إمامة عبدالوهاب بن رستم.

## التسمية
عرف أنصار الدولة الرّستمية باسم الوهبيّة وألفت كتب تحمل هذا المسمى مثل كتاب: تلخيص عقائد الوهبيّة في نكتة توحيد خالق البرية لصاحبة إبراهيم بن بيحمان اليسجني المتوفي سنة 1816م، يقول المؤرخ الفرنسي الفريد بل في كتابة الفرق الإسلامية في شمال إفريقيا "وقد سموا أيضاً الوهبيين نسبة إلى عبدالله بن وهب الراسبي".

## التاريخ
أسس عبد الوهاب بن عبد الرحمن بن رستم حركته الإباضية في شمال أفريقيا في الجزائر تحديدًا بعد وفاة والده عبد الرحمن بن رستم وقد عطّلت هذه الحركة أركان الإسلام مثل الحج والصيام وقد لقت معارضة كبيرة من علماء الدين آنذاك وحدثت بينها ومعارضيهم حروب